# Sven Löwen
Sven Robert Löwen, född 29 december 1808 i Stockholm, död 22 juli 1868 i Örebro, var en svensk greve och militär.
Sven Löwen var son till kapten Carl Axel Löwen och Anna Gustava Göransson. Han blev student vid Uppsala universitet 1824, sergeant vid Svea artilleriregemente 1827, avlade officersexamen 1828, blev underlöjtnant vid Svea artilleriregemente samma år och kornett vid Livregementets husarkår 1832. Löwen blev löjtnant 1837, tjänstgjorde som löjtnant vid danska infanteriet 1848–1849 och deltog då i slaget vid Fredericia. Han blev ryttmästare 1850, major 1855, överstelöjtnant 1858 och var 1862–1868 överste och sekundchef för Livregementets husarkår. Löven blev 1849 riddare av Dannebrogorden och 1853 av Svärdsorden.